# 石塚重平

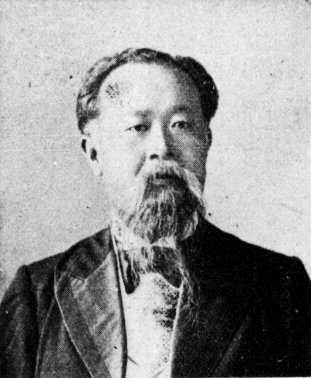
石塚重平

石塚 重平（いしづか じゅうへい、安政2年10月10日（1855年11月19日） - 明治40年（1907年）8月12日）は、日本の衆議院議員（自由党→立憲政友会→甲辰倶楽部→大同倶楽部）。

## 経歴
信濃国佐久郡小諸城下（現在の長野県小諸市）の商家に生まれる。1877年（明治10年）に盤鴻社という政社を結成して、政談会や討論会を開催して自由民権運動を推進した。また小諸町会議員や北佐久郡会議員に選出され、布施銀行や小諸銀行の設立にも関わった。
1881年（明治14年）、自由党の創設に加わったが、1884年（明治17年）に自由党は大阪で解党を決定した。大阪からの帰途、内乱陰謀の嫌疑で逮捕されるが程なく釈放された。しかし翌年、大阪事件に関与したとして逮捕され、1887年（明治20年）に有罪判決を受けた。1889年（明治22年）に憲法発布の恩赦で釈放されると、大同団結運動に加わり、再興された自由党の幹事に就任した。

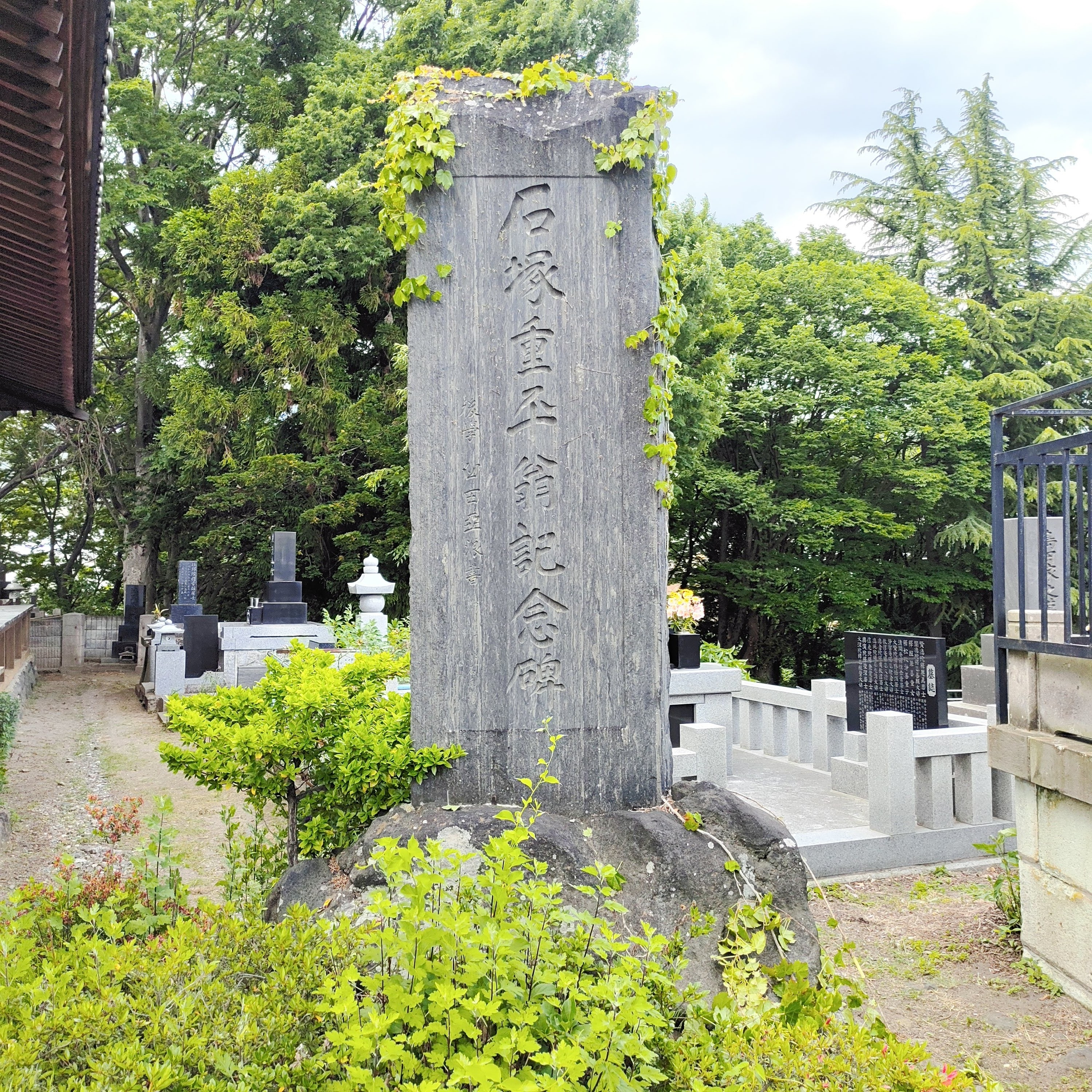
養蓮寺境内の頌徳碑

1894年（明治27年）、第4回衆議院議員総選挙に出馬して当選した。立憲政友会創立に参加し、1900年（明治33年）に総裁の伊藤博文が内閣を組織すると大蔵省官房長に任命された。しかし翌年に第4次伊藤内閣が倒れるとともに辞職し、衆議院補欠選挙に出馬して当選した。1902年（明治35年）の第7回衆議院議員総選挙でも当選したが、翌年に伊藤博文の総裁独裁制に反対して立憲政友会を離党した。その後、第9回衆議院議員総選挙で4回目の当選を果たすが、在職中に死去した。墓所は青山霊園。小諸市養蓮寺の境内に石塚の頌徳碑がある。